# 阿蕾奇諾
阿蕾奇諾是米哈游開發的电子游戏《原神》中的虛構角色，角色於遊戲2023年更新的4.1版本中登場，2024年成為可玩角色。她是虚构國家至冬國的外交機構、遊戲內主要反派陣營「愚人眾」的成員，是愚人眾十一執行官的第四席，代號「僕人」。她還是至冬國營運的育幼院和情報機構「壁爐之家」之主，孩子們的「父親」。
阿蕾奇諾的名字來源於義大利即興喜劇中的定型角色，角色設定上為非敵非友、亦正亦邪的反英雄。有心機的僕人。阿蕾奇諾的華語配音为黄莺，日語配音为森奈奈子，英語配音为艾琳·伊维特，韓語配音为李明禧。

## 创作与设计
阿蕾奇諾最早出現在主線劇情須彌篇的預告片「冬夜愚戲」中。在遊戲中，阿蕾奇諾在主線劇情楓丹篇中登場，於《原神》4.1版本中首次作為非玩家角色出現。在阿蕾奇諾登場之前，「壁爐之家」的3位孩子就在遊戲4.0版本作為可玩角色登場，並在主線劇情中揭露他們的特務身份；米哈遊還釋出3人的愚人眾版角色立繪卡，呼應他們「壁爐之家」的身份，立繪卡還記述了阿蕾奇諾的評語。2024年3月11日，米哈遊釋出了阿蕾奇諾的角色立繪卡。米哈遊在4月17日釋出了《原神》首個完全手繪（而非Live2D）的動畫短片「燼中歌」，講述阿蕾奇諾成為執行官之前的背景故事。4月18日，米哈遊發佈阿蕾奇諾的角色預告片「安然入睡」；4月23日，阿蕾奇諾的角色戰鬥演示預告片「搖籃曲」釋出。阿蕾奇諾在遊戲4.6版本成為可玩角色。米哈遊還為阿蕾奇諾製作了專屬武器「赤月之形」。
在製作組的設定中，阿蕾奇諾是愚人眾下屬情報機構「壁爐之家」的主人。相比於十惡不赦的反派角色，阿蕾奇諾更類似於反英雄。她冷酷無情，但十分關心「壁爐之家」的孩子們，是孩子們心中堅強的後盾和「父親」。她對同事「女士」席諾拉之死十分同情，討厭熱衷於人體實驗的「博士」多託雷。儘管在「壁爐之家」中聲望很高，阿蕾奇諾在愚人眾同事心中的風評並不好。「公子」達達利亞評價她「眼里只有疯狂」，認為她會毫不猶豫背叛女皇；「散兵」斯卡拉姆齊則評價她為「道貌岸然的伪君子」。
阿蕾奇諾的名字來源於義大利即興喜劇中的定型角色哈利奎恩的義大利語名稱。阿蕾奇諾的本名「佩露薇利」（Peruere）在拉丁語中意為「燃盡」。阿蕾奇諾的日語配音为森奈奈子。森奈奈子表示，最初拿到阿蕾奇諾的設定稿時，思考過要如何表現阿蕾奇諾這樣非敵非友的角色。阿蕾奇諾雖然是反派角色，但不為惡；與主角團的關係沒有那麼友好，但也不是敵人。在語氣和風格上，森奈奈子表示，製作組希望阿蕾奇諾展現「比男性更帥」的形象，故最終決定以氣場十足的帥氣聲線來配音。阿蕾奇諾的華語配音为黄莺，英語配音为艾琳·伊维特，韓語配音为李明禧。

## 作品中表现

### 角色故事
阿蕾奇諾是愚人眾十一執行官第四席「僕人」，也是愚人眾營運的育幼院壁爐之家之主。
阿蕾奇諾本名佩露薇利·雪奈茨芙娜，是來自古代王國赤月王朝的孤兒，被前代執行官「僕人」庫嘉維娜收養。庫嘉維娜希望以「大逃殺」的方式決出壁爐之家的接班人，殘酷無情的統治讓佩露薇利、以及庫嘉維娜的親女兒克雷薇兩人決定反抗。她們嘗試了各種方法，但都以失敗告終。最終在十六歲時，無法反抗又無法逃離的克雷薇決定主動死在佩露薇利的手下。一年之後，臥薪嚐膽並獲得了神之眼的佩露薇利終於殺死了庫嘉維娜，在冰之女皇麾下成為了新的「僕人」，被女皇賜名為阿蕾奇諾。阿蕾奇諾接管了壁爐之家，捨棄了前代「母親」的稱謂，改稱自己為「父親」。在阿蕾奇諾的管理下的壁爐之家，阿蕾奇諾成為了孩子們信任與尊重的「父親」，孩子們也獲得了選擇自己命運的自由。

壁爐之家既是育幼院，也是愚人眾的情報機構。阿蕾奇諾在提瓦特各地收養孤兒，將他們培養成為愚人眾的特務，執行作戰任務或者潛入各組織開展間諜活動。在壁爐之家長大的孩子，男性取姓氏為「雪奈茨維奇」，女性則為「雪奈茨芙娜」，意為「雪的兒子/女兒」。在須彌的支線任務「森林書」中記錄了壁爐之家的歌謠：「……我將是善中之惡、藥中之毒、羔羊中的狼、金杯中的水銀，與勝過血之兄弟的兄弟別離，為勝過血之父母的父母效命。」在阿蕾奇諾成為壁爐之家之主之後，阿蕾奇諾將許多先前的規則都做了調整，包括不再以死作為決鬥的代價等。

### 角色玩法
阿蕾奇諾是五星火元素角色，手執長柄武器大鐮。阿蕾奇諾的技能可以利用遊戲中的「生命之契」減益效果（妨礙角色治療），提升攻擊的傷害。阿蕾奇諾的元素爆發可以回復生命值。
阿蕾奇諾同時也作為頭目角色登場。

## 反响与评价
在米哈遊推出可玩角色版本之前，作為富有魅力的反派角色，阿蕾奇諾受到了玩家的歡迎和喜愛。儘管在主線劇情的楓丹篇之前，阿蕾奇諾未曾在遊戲中登場，Reddit中以阿蕾奇諾為討論主題的社區還是在兩年裡積累了2.6萬粉絲。一些玩家通過角色扮裝表達對阿蕾奇諾的喜愛。
VG247評論員喬許·布洛德威爾將阿蕾奇諾與《崩壞：星穹鐵道》的卡芙卡、《雾都孤儿》的費金相比較，認為阿蕾奇諾雖然專橫邪惡、犯下不少罪行，但心中還是有著一絲善良，讓人難以指摘。遊戲葡萄編輯灰信鸽評價米哈遊對阿蕾奇諾的塑造，認為米哈遊因為受限於產能，不得不把對角色的鋪墊和塑造前置；即便如此，米哈遊也嘗試了新的內容表達，讓敘事能力「再次迭代」。《運動畫刊》、遊戲葡萄、Real Sound都稱讚動畫短片「燼中歌」的製作，認為動畫短片雖然只有7分鐘，但是充滿視聽的張力，展現了米哈遊「超越遊戲製作的綜合實力」。灰信鸽表示「燼中歌」的歌曲一改愚人眾音樂的悲傷與陰沉的氛圍，而是以溫柔的人聲演唱為主，側重表達阿蕾奇諾的掙脫囚籠、反抗命運的情感；直到高潮部分女聲獨唱與童聲合唱結合，展現阿蕾奇諾戰勝命運的頓悟。灰信鸽還誇讚了阿蕾奇諾頭目戰的音樂原聲帶，認為這是《原神》首次嘗試以電子舞曲為核心的編曲（而非以管絃樂打底、電子舞曲作為點綴）。
對於阿蕾奇諾的角色玩法體驗，雅虎新聞、TheGamer都表示阿蕾奇諾戰鬥表現十分出色。雅虎新聞評論員Yan Ku表示，阿蕾奇諾是遊戲中第一個以減益效果「生命之契」為核心的角色，十分新奇和獨特。TheGamer評論員桑亞姆·賈殷稱讚阿蕾奇諾是遊戲中少數強化狀態在切換到後臺後仍然保持的角色，使得玩家可以嘗試一些有趣的玩法。

## 外部連結
- YouTube上的《原神》阿蕾奇诺角色PV——「安然入睡」
- YouTube上的《原神》角色演示-「阿蕾奇诺：摇篮曲」
- YouTube上的《原神》拾枝杂谈-「阿蕾奇诺：厄影余辉」
- YouTube上的《原神》「光与影的诀别」MV